# أندرياس بروتشاسكا
أندرياس بروتشاسكا (بالألمانية: Andreas Prochaska) (و. 1964  م) هو مخرج أفلام، ومونتير، وكاتب سيناريو نمساوي، ولد في فيينا.

## جوائز
حصل على جوائز منها:
- رومي  [لغات أخرى]‏
- جائزة الفيلم النمساوية [الإنجليزية]‏.

## وصلات خارجية
- أندرياس بروتشاسكا على موقع IMDb (الإنجليزية)
- أندرياس بروتشاسكا على موقع مونزينجر (الألمانية)
- أندرياس بروتشاسكا على موقع قاعدة بيانات الأفلام العربية
- أندرياس بروتشاسكا على موقع ألو سيني (الفرنسية)
- أندرياس بروتشاسكا على موقع أول موفي (الإنجليزية)
- أندرياس بروتشاسكا على موقع قاعدة بيانات الأفلام السويدية (السويدية)
- أندرياس بروتشاسكا على موقع قاعدة بيانات الفيلم (الإنجليزية)
- أندرياس بروتشاسكا على موقع كينوبويسك (الروسية)